# Marcel van Langenhove
Marcel van Langenhove (né le 16 avril 1944 à Wemmel) est un ancien arbitre belge de football. Il débuta en 1974, devint arbitre international de 1977 à 1990. Il a été bourgmestre de Wemmel jusqu'en 2011. Il est actuellement échevin de Wemmel.
Il est devenu célèbre en France le 18 avril 1990 à la suite du match Benfica-Marseille, demi-finale de la Ligue des champions 1990
lorsqu'il accorda un but à l'attaquant angolais Vata, qui avait poussé le ballon du bras. Le but élimina l'OM de la Coupe des Clubs Champions et déchaîna la colère du président marseillais Bernard Tapie.

## Carrière
Il a officié dans des compétitions majeures :
- Coupe du monde de football des moins de 20 ans 1979 (3 matchs)
- Coupe du monde de football des moins de 20 ans 1989 (1 match)
- Coupe du monde de football de 1990 (1 match)